# Montenero Val Cocchiara
Montenero Val Cocchiara é uma comuna italiana da região do Molise, província de Isérnia, com cerca de 608 habitantes. Estende-se por uma área de 21 km², tendo uma densidade populacional de 29 hab/km². Faz fronteira com Acquaviva d'Isernia, Alfedena (AQ), Castel di Sangro (AQ), Castel San Vincenzo, Cerro al Volturno, Pizzone, Rionero Sannitico, Scontrone (AQ).

## Demografia
| Variação demográfica do município entre 1861 e 2011                               |
|                                                                                   |
| Fonte: Istituto Nazionale di Statistica (ISTAT) - Elaboração gráfica da Wikipedia |